# Comité Ejecutivo Popular de Valencia
El Comité Ejecutivo Popular de Valencia fue una entidad revolucionaria creada el 22 de julio de 1936 para hacer frente al golpe de Estado en España de julio de 1936 que daría inicio a la guerra civil española. Estaba integrada por las fuerzas políticas del Frente Popular y los sindicatos CNT y UGT. Con sede en la ciudad de Valencia, abarcaba la mayor parte de la provincia de Valencia y parte de las de Castellón y Alicante.

## Composición
Las diferentes delegaciones que constituían el Comité Ejecutivo Popular estaban ejercidas hacia el 17 de septiembre de 1936 de la siguiente manera:
- Orden público, comandante Gonzalo Navacerrada, del PSOE.
- Propaganda, Prensa y Comunicaciones, Juan López, de la CNT.
- Transportes, José Prost, de la CNT.
- Abastecimientos, Pérez Carretero, de la UGT.
- Trabajo y Paro Obrero, Vicente Romero, de la UGT.
- Hacienda, Juan Tejón, del PSOE.
- Guerra, comandante Josep Benedito, de Esquerra Valenciana.
- Milicias, José Antonio Uribes, del Partido Comunista de España.
- Agricultura, Antonio Sánchez, de Unión Republicana.
- Sanidad, doctor Francesc Bosch i Morata, del Partit Valencianista d'Esquerra.
- Justicia, Sánchez Requena, del Partido Sindicalista.
- Control de circulación, Francisco Ravenat, del P.O.U.M.
- Relaciones, Miguel San Andrés, de Izquierda Republicana.

Esta composición varió a lo largo del tiempo. Así, por ejemplo, Melecio Alvárez, fusilado en Paterna el 24 de octubre de 1940, representó en algún momento en el CEP de Valencia a la Federación Anarquista Ibérica (FAI).

## Historia

### Contexto
Unas semanas antes del intento de golpe de Estado, el 11 de julio, un grupo de falangistas había asaltado el local de la emisora Unión Radio Valencia, anunciando a través de sus micrófonos una inminente "revolución nacionalsindicalista".
En Valencia, cabeza de la III División Orgánica, la persona designada por el general Mola, "El Director", para encabezar la sublevación de julio de 1936 era el general Manuel González Carrasco que había llegado allí desde Madrid un día antes de la fecha señalada para el alzamiento, que era el domingo 19 de julio a las 11 de la mañana. Pero cuando llegó el momento González Carrasco, que durante la noche del 18 al 19 había tenido que cambiar de domicilio para evitar ser detenido por la policía, tuvo dudas y se echó atrás, tal vez influido por la decisión de Luis Lucia, líder de la Derecha Regional Valenciana integrada en la CEDA, de proclamar su fidelidad al gobierno y no formar el contingente de combatientes que había prometido a los militares.
También debió influir que en la ciudad desde primeras horas de la mañana se estaba produciendo una importante movilización obrera (CNT y UGT habían convocado a una Huelga General a partir del 19 de julio) acompañada del despliegue de la Guardia de Asalto, y que los generales y la mayoría de los coroneles que mandaban los regimientos era fieles al gobierno, por lo que todo dependía de los oficiales de la UME dirigidos por el comandante de Estado Mayor Bartolomé Barba Hernández, fundador de la misma, que tendrían que hacer frente a los oficiales pro-republicanos de la UMRA, cuya actuación se mostró decisiva. El general Martínez Monje ordenó el acuartelamiento de las tropas a la espera de acontecimientos en Madrid o en Barcelona. La noticia de la rendición de Goded en Barcelona al final del día parece que fue determinante para que el impulso insurreccional se desactivara en muchos cuartos de banderas aunque el "impasse" sobre si sublevaban o no continuó. Al día siguiente, lunes 20 de julio, las organizaciones obreras, UGT y CNT, se movilizan y crean las Milicias Valencianas para controlar los puntos neurálgicos de la ciudad y los alrededores de los cuarteles en previsión de un posible movimiento involucionista; los Comités de Huelga se unificaron bajo la dirección de Francisco Gómez (CNT) y Guillén (UGT) en el Comité Unificado Revolucionario (o Comité de Huelga Unificado). Para contrarrestar el naciente poder alternativo obrero del Comité Unificado Revolucionario en la calle, el gobierno de José Giral envía a Valencia al presidente de las Cortes, Diego Martínez Barrio (el político republicano que había presidido el gobierno desde la noche del sábado 18 a la noche del domingo 19) al frente de una Junta Delegada del Gobierno para Levante en la que se encuentra también Carlos Esplá, cuya misión principal era, además de restablecer la autoridad del gobierno de la República, convencer al indeciso general Martínez Monje de que permaneciese fiel al gobierno de la República y pactar una salida honrosa para los militares, llegando a Valencia el 20 de julio.

### Establecimiento
Dos días después, el miércoles 22 de julio de 1936, y a partir del Comité Unificado Revolucionario, nace el autodenominado Comité Ejecutivo Popular (CEP), integrado por las dos centrales sindicales UGT y CNT y por los partidos del Frente Popular, que se hace con el poder aunque sin llegar a destituir formalmente a las autoridades republicanas. Los socialistas y los anarquistas mantuvieron por su parte en paralelo el Comité de Huelga Unificado para tratar con el desabastecimiento que comenzaba a padecerse en Valencia. Al mismo tiempo cedían la dirección de la lucha militar al CEP, que encargó al capitán de la Guardia civil Manuel Uribarri la formación de milicias. Por esas mismas fechas, el alcalde de Valencia, José Cano Coloma, intervino decisivamente para impedir la quema de templos en la ciudad de Valencia. Mientras tanto el general González Carrasco y el comandante Barba Hernández huyen de Valencia a escondidas. Por otra parte, cuando el jueves 23 de julio la Junta Delegada anunció, a través de Esplá, la disolución del CEP (constituido el día anterior), este se negó y, ante el intento de sublevación del cuartel de Paterna, cercano a la ciudad, lanzó a las Milicias Valencianas contra los cuarteles, que fueron tomados a la fuerza entre finales de julio y principios de agosto. El 5 de agosto la Junta Delegada, ante el fracaso de su gestión, reconocía oficialmente al Comité Ejecutivo Popular, que pasaba a dirigir toda la política de retaguardia en Valencia, y abandonaba la ciudad. En paralelo, por estas mismas fechas, parten de Valencia algunas milicias para participar en el desembarco de Mallorca.
El CEP fue inicialmente presidido por el coronel Ernesto Arín, que hasta entonces había sido jefe de la zona de Reclutamiento y Movilización. Tras su reconocimiento por el gobierno republicano el 5 de agosto la presidencia de Comité se instaló en el Palacio de la Generalidad Valenciana. El CEP estaba integrado por doce delegados: dos de la CNT, dos de la UGT, uno del PSOE, uno del PCE, uno del POUM, uno del Partido Sindicalista, uno de Izquierda Republicana, uno de Unión Republicana, uno de Esquerra Valenciana y uno del Partit Valencianista d'Esquerra.

### Desarrollo

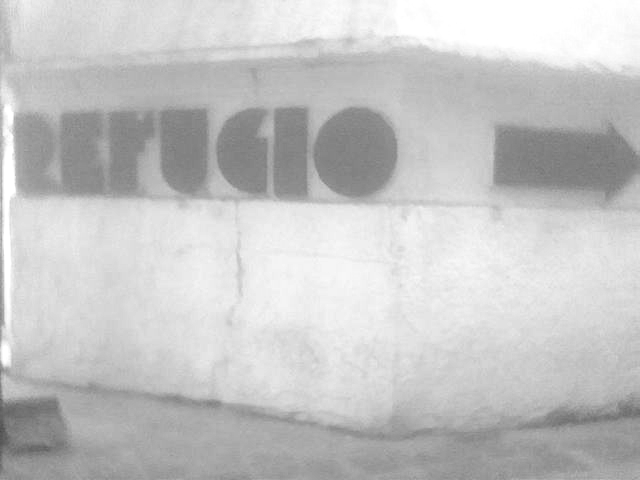
Señalización de entrada a un refugio antiaéreo en Valencia.

Durante los primeros meses de actividad de esta administración se incautó y colectivizó el 13% de la superficie de cultivo, formándose 353 colectividades, 264 dirigidas por la CNT, 69 por la UGT y 20 de manera mixta CNT-UGT. Algunos de los representantes del CEP fueron el doctor Bosch Morata, delegado de Sanidad y Asistencia Social del CEP, José Antonio Uribes, responsable de la Delegación de Milicias del CEP, Manuel Pérez Feliu, miembro del CEP y posteriormente miembro del Consejo Municipal de Valencia en 1939 o José Benedito delegado de Guerra.
El 16 de septiembre en Valencia se crea la Guardia Popular Antifascista (GPA), que rápidamente se le conocerá popularmente como "la guapa", para hacerse cargo del orden público. Vendría a sustituir a la Guardia de Asalto en la ciudad. Estaría compuesta por militantes de los partidos antifascistas y de los sindicatos. Se compondrían en secciones de 14 hombres cada una. Cada 4 secciones estarían comandadas por un militar. Estaría comandada por el secretario de Orden Público del CEP, el socialista comandante Navacerrada.
En septiembre los revolucionarios de la Columna de Hierro asaltaron los juzgados para destruir los registros judiciales, el Ayuntamiento destruyendo los registros de propiedad y asaltaron el penal de San Miguel de los Reyes donde liberaron a los presos allí detenidos. También en la búsqueda de armas se desarmó a los guardias de la GPA, que tenían fusiles y ametralladoras y que algunos anarquistas veían como un cuerpo lleno de vividores que no tenían el valor suficiente para ir al frente y que se hacían policías.
Uno de sus principales desarrollos será el Consejo Levantino Unificado de Exportación de Agrios (conocido por sus iniciales, CLUEA), creado el 7 de octubre de 1936. A finales de octubre de 1936, la presidencia del CEP pasó a manos de Ricardo Zabalza, quien fue nombrado también gobernador civil de Valencia por Largo Caballero. Tras los llamados Sucesos de Octubre, iniciados el día 29, durante los que se produjeron enfrentamientos armados por las calles de la ciudad entre socialistas y anarquistas de la Columna de Hierro, el CEP emitió el 1 de noviembre una proclama llamando al cese de las reyertas.

### Programa
Pese a sus orígenes independientes, el 2 de noviembre de 1936, estando ya Zabalza en la presidencia del CEP, y ante el inminente traslado del Gobierno de la República desde Madrid (por entonces a punto de sufrir la batalla de Madrid) a Valencia (efectuado finalmente el 6 de noviembre) aprobó una serie de resoluciones que supondrán un cambio en su programa de actuaciones, subordinándose formalmente al gobierno central de Largo Caballero, y sugiriendo la vía autonomista como solución futura. Entre las numerosas resoluciones, se encuentra la formación de un Consejo de Economía en el seno del CEP. El punto 14 de las resoluciones del 2 de noviembre dice:

Las organizaciones políticas y sindicales que integran el Comité Ejecutivo Popular, declaran, que a la vez que las otras regiones de España, estiman debe concederse a la región valenciana el derecho a la autodeterminación, fundando los órganos propios para gobernarse libremente, al igual y en el concierto de las otras regiones de Iberia.

Sí, la República será federativa, o no será nada. Todo centralismo es un concepto fascista, y por lo tanto debemos oponer al producto de esa mentalidad nuestro sentimiento de libertad, que no es "disgregador", sino que producirá una verdadera unión, fundamentada en la fraternidad y el respeto mutuo.

Previamente, (finales de octubre de 1936) de nuevo la milicia anarquista de la Columna de Ferro, dirigida entre otros por José Pellicer Gandía, volvió a la ciudad de Valencia y protagonizó violentos enfrentamientos (los llamados Sucesos de Octubre), con un saldo de más de 30 muertos, lo que fue protestado por el CEP.

### LosSucesos de Octubre
El 29 de octubre de 1936 la GPA en una redada mató al anarquista Tiburcio Ariza, al negarse a ser esposado. En el funeral que organizan las distintas columnas anarquistas (Torres Benedito, de Hierro y CNT 13), estos pasan cerca del Gobierno Civil que estaba fuertemente armado, esperando un posible ataque. Al llegar a la Plaza de Tetuán, sede del Partido Comunista, vieron que se habían metido en la boca del lobo. Los comunistas se habían preparado, aprovechando la fuerza de un batallón que había vuelto de Madrid, organiza el comandante Eixea un dispositivo de defensa de la plaza. Entonces, un joven comunista protestando ante la ostentación de armas de los anarquistas se acerca a la cabecera y dispara. Este disparo es rápidamente seguido de otros muchos, incluso por fuego de ametralladoras, creándose un caos en la plaza. El combate duró media hora y provocó numerosos heridos (se registraron 56 heridos, de los que 49 eran de la CNT). Hubo en total unos 30 muertos.
La reacción inmediata fue la de querer hacer bajar las fuerzas de Teruel sobre Valencia. Los comunistas tenían ese batallón, la GPA y unos 300 jóvenes en prácticas militares. Pero el comité de la CNT evitó la catástrofe reprendiendo a los responsables de las columnas. Lo último que querían los dirigentes de la CNT en esos momentos eran problemas con el PCE, justo cuando se estaban ultimando los detalles para entrar en el Gobierno de Largo Caballero en Madrid.

### Disolución

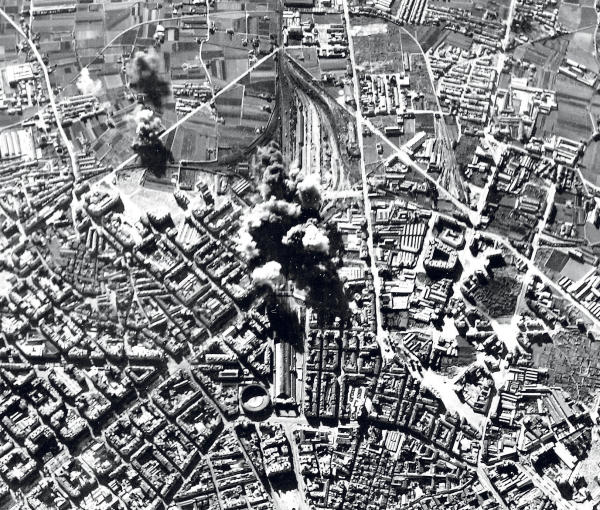
Bombardeo de la Estación del Norte de Valencia, realizado por aviones italianos en 1937.

Por su parte, el 6 de noviembre del mismo año, el Gobierno de la República de Largo Caballero decide trasladarse a Valencia, por lo que las tensiones entre ambas administraciones se agudizan. En palabras de Franz Borkenau, observador contemporáneo de los acontecimientos:

La llegada del Gobierno ha ocasionado reformas; hay un afianzamiento del centralismo [...], han pasado ya los días en que Valencia estaba gobernada por el CEP, prácticamente independiente del Gobierno central.

Es en cualquier caso en ese contexto favorable a la aprobación de un Estatuto de Autonomía en el que la CNT presenta unas "Bases para el Estatuto de Autonomía del País Valenciano" en diciembre de 1936, mientras Esquerra Valenciana presentaba en febrero de 1937 un "Anteproyecto de Estatuto de Autonomía de la Región Valenciana" y Unión Republicana, en marzo de 1937, su "Proyecto de Estatuto de Autonomía para el País Valenciano".
En diciembre de 1936 las milicias valencianas dirigidas por el CEP intentan tomar Teruel sin conseguirlo. Finalmente el CEP de Valencia se autodisuelve voluntariamente el 8 de enero de 1937, siendo relevado por el Consejo Provincial de Valencia.
El mismo Borkenau, tras su visita a Valencia a mediados de enero de 1937 afirmaría también:

Los días en que el Comité Ejecutivo Popular regía la ciudad con total independencia del Gobierno central ya han pasado. El Comité Ejecutivo ha sido oficialmente disuelto, pero sigue existiendo y colaborando con el Gobierno sin que haya entre ellos más desavenencias de las habituales. La crisis de noviembre también fue crucial para Valencia. Trajo al Gobierno y provocó un enfrentamiento armado entre comunistas y anarquistas que acabó con la derrota de estos últimos. Pero las opiniones políticas se inclinan bastante a la izquierda, en comparación no sólo con la Barcelona actual, sino incluso con la Valencia de los días de agosto. Entonces, la ciudad se había regido por lo que casi equivalía a un sistema soviético, aunque tras la máscara del régimen revolucionario había seguido siendo totalmente pequeñoburguesa y antirrevolucionaria. Ahora con el cuartel general de toda la organización socialista y comunista entre sus muros, está teñida de un socialismo mucho más sincero. Las expropiaciones han seguido. La mayoría de los hoteles, restaurantes y cines están ahora controlados por los trabajadores o administrados directamente por ellos. La industria naranjera está controlada por los dos sindicatos. Aún hay trabajadores armados con ropas de paisano que vigilan las calles y hacen guardias nocturnas.

Con posterioridad, en Villena (Alicante), se desarrollaría también el Consejo Regulador de Economía Socializada. El ejército sublevado ocupó el 13 de junio de 1938 Castellón de la Plana. En su ofensiva final el bando nacional ocupó el 30 de marzo de 1939 Valencia y Alicante, zona que había permanecido bajo la autoridad de la República durante toda la guerra.